# توماس يوهانز ستيلشيس
توماس يوهانز ستيلشيس (بالإنجليزية: Thomas Joannes Stieltjes)‏ (1856- 1894) هو عالم رياضيات هولندي. كان رائدا في مجال مشاكل اللحظة وساهم في دراسة الكسور المستمرة. 

## جوائز
- جائزة أورموي من الأكاديمية الفرنسية للعلوم لأبحاثه على الكسور المستمرة.